# Alesheim
Alesheim é um município da Alemanha, situado no distrito de Weißenburg-Gunzenhausen, no estado da Baviera. Tem 20,45 km² de área, e sua população em 2019 foi estimada em 956 habitantes.